# Polypedilum apicale
Polypedilum apicale är en tvåvingeart som först beskrevs av Jean-Jacques Kieffer 1917.  Polypedilum apicale ingår i släktet Polypedilum och familjen fjädermyggor. Inga underarter finns listade i Catalogue of Life.